# Dialoxa marcella
Dialoxa marcella là một loài bướm đêm trong họ Noctuidae.